# Stellérite

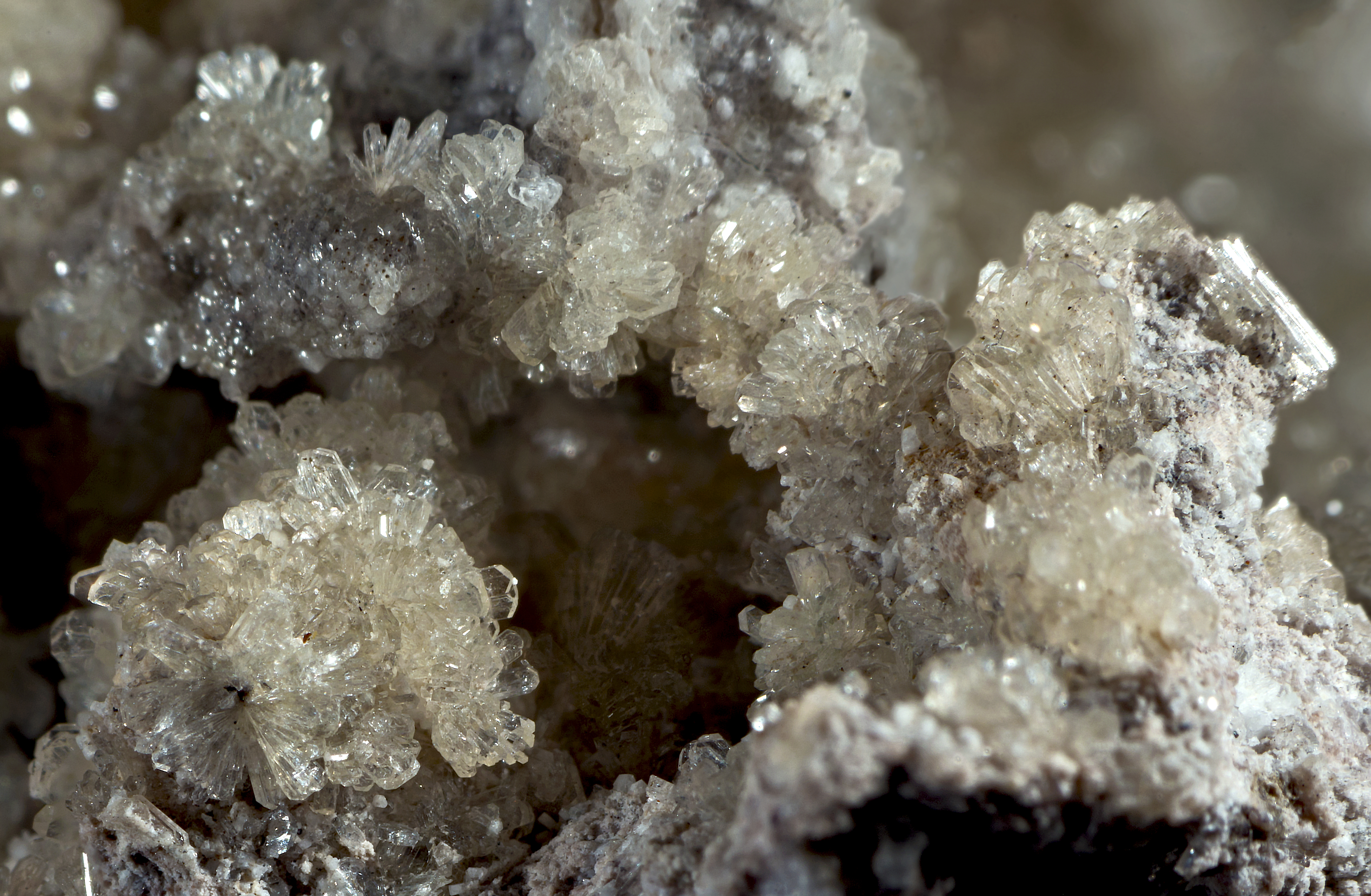
Stellérite - Cape Marargiu, Sardaigne, Italie (XX1mm)

La stellérite est une espèce minérale du groupe des silicates, sous-groupe des tectosilicates, de la famille des zéolithes de formule Ca4(Si28Al8)O72 · 28 H2O (4 fois CaAl2Si7O18 · 7 H2O), avec des traces de Fe, Mn, Mg, Sr, Ba, Na et K. Très proche de la stilbite dont elle diffère par la substitution d'aluminium par le silicium dans sa formule. Comme pour la stilbite, les cristaux de stellérite peuvent s'associer pour former une structure ressemblant à des gerbes de blé. La stellérite peut former des sphères isolée de 12 cm de diamètre. La stellérite reste toutefois moins colorée que la stilbite.

## Historique de la description et appellations

### Inventeur et étymologie
Décrit  par  le minéralogiste Józef Marian Morozewicz en 1909. Dédié à l’explorateur russe Georg Wilhelm Steller (1709-1746 ), découvreur des Iles du Commandeur, lieu du topotype.

### Topotype
GisementCap Nord-Ouest de l'île Mednyi, Iles du Commandeur, mer de Bering, Russie.
ÉchantillonsDéposés au Musée d'histoire naturelle de Londres, No 1934,650.

## Caractéristiques physico-chimiques

### Cristallographie
- Paramètres de la maille conventionnelle : a = 13,599 Å, b = 18,222 Å, c = 17,683 Å, Z = 8 ; V = 4 381,86 Å3
- Densité calculée = 2,14

## Gîtes et gisements

### Gîtologie et minéraux associés
GîtologieDans les roches volcaniques altérées par les solutions hydrothermales.
Minéraux associésLes zéolithes, mais aussi calcite, prehnite quartz et tridymite.

## Gisements remarquables
- Australie

Garrawilla Station, Coonabarabran district, Pottinger Co., New South Wales
- Brésil

Brasília-Guaíba quarry, Bom Princípio, Rio Grande do Sul
- France

Carrière de Trimouns, Luzenac, Ariège
Aiguille de la Balme, Massif de la Lauzière, Savoie
- Inde

District de Jalgaon, Maharashtra
- Italie

Cape Marargiu, Bosa, Province d'Oristano, Sardaigne
Lago d'Envie, Prali, Val Germanasca, Province de Turin, Piémont
- Kazakhstan

Sarbaiskoe (Sarbai; Sarbay Mine), Qostaney Oblysy (Kostanai),